# Красикова, Надежда Дмитриевна
Надежда Дмитриевна Красикова (13 апреля 1930, Москва — 2000, там же) — советская и российская шахматистка, международный мастер ИКЧФ (1990).
Инженер Министерства связи СССР.
Добилась значительных успехов в заочных шахматах.

Победительница 6-го женского чемпионата СССР (1978—1980 гг.; 14 из 18, +11 -1 =6).
«В чемпионате СССР я <...> участвовала в первый раз. Победить, конечно, и не думала, просто играла в свое удовольствие. Но потом, когда выяснилось, что есть шанс на хорошее место, переволновалась ужасно» (Н. Д. Красикова).
Чемпионка Москвы по переписке (1975—1976 гг.).
«Начальные ходы, помню, делала, даже не расставляя фигур, а потом увлеклась, заинтересовалась очень и — так вышло — заняла первое место».
Участница 4-го женского чемпионата мира по переписке (1988—1992 гг.). Победительница полуфинала 5-го чемпионата мира (1985—1991 гг.; в 12 сыгранных партиях потеряла только пол-очка). В финале выступить не смогла.
В составе сборной СССР победительница 3-й заочной олимпиады (1986—1992 гг.) с лучшим результатом на 4-й доске (6½ из 7, 1—2 с чешкой М. Скачеликовой-Дерновской). Капитан сборной СССР в полуфинальном турнире олимпиады.
Участница матча СССР — Чехословакия (1½ : ½), и матча со сборной США.
И. З. Романов писал, что в игре Красиковой сочетались «солидная теоретическая осведомленность, атакующий порыв и стойкость в обороне».